# Frohnrath (Kall)
Frohnrath ist ein südwestlicher Ortsteil der Gemeinde Kall im nordrhein-westfälischen Kreis Euskirchen. Im Südwesten liegt der Sistiger Wald. Südlich fließt der Weiersbach, nördlich der Rotzbach. Frohnrath hat etwa 140 Einwohner und gehört zur Pfarrei St. Stephanus in Sistig.
Nach dem Ort ist die zwischen Frohnrath und Rinnen liegende Anhöhe Frohnrather Kopf benannt.

## Geschichte
Frohnrath bildete seit dem 19. Jahrhundert eine Gemeinde in der Bürgermeisterei Kall des Kreises Schleiden. Anfang der 1930er Jahre wurde die Gemeinde Frohnrath in die Gemeinde Sistig eingemeindet. Sistig wiederum wurde 1969 in die Gemeinde Kall eingegliedert.

## Verkehr
Die nächste Autobahnanschlussstelle ist Nettersheim auf der Bundesautobahn 1.
Die VRS-Buslinie 885 der RVK, die überwiegend als TaxiBusPlus nach Bedarf verkehrt, stellt den Personennahverkehr mit Sistig und Kall sicher.
| Linie | Verlauf |
| ----- | --- |
| 885   | MiKE (außer im Schülerverkehr): Manscheid – Wildenburg – Benenberg – (Krekel – Rüth – Roder –) Sistig – (Frohnrath –) Rinnen – Sötenich – Kall Bf |